# Francisco Lara
Pour les articles homonymes, voir Lara.
Lara  Carbajal est un nom espagnol. Le premier nom de famille, en général paternel, est Lara ; le second, en général maternel, souvent omis, est Carbajal.
Francisco Lara Carbajal, né le 11 juin 1996 à Orizabita (es), est un coureur cycliste mexicain.

## Biographie
Surnommé "Panchito", Francisco Lara commence le cyclisme par le VTT,.
En 2014, il se classe cinquième et neuvième d'étapes sur le Tour de l'Abitibi, manche de la Coupe des Nations Juniors, qu'il dispute avec une sélection nationale mexicaine. Il représente également son pays lors du championnat du monde juniors de Ponferrada, où il abandonne.
Lors de la saison 2018, il se distingue en terminant deuxième du championnat panaméricain sur route, dans la catégorie des espoirs. L'année suivante, il rejoint l'équipe continentale Canel's-Specialized. Toujours actif au niveau national, il prend la troisième place du championnat du Mexique sur route. Il finit ensuite cinquième du championnat panaméricain sur route en 2021, chez les élites.

## Palmarès et résultats

### Par année
- 2014
  - 7e étape de la Vuelta a Tamaulipas
- 2016
  - 1re étape de la Vuelta a Nuevo León
  - 2e étape de la Ruta del Centro
- 2017
  - 3e étape de la Vuelta de la Revolucion Mexicana
- 2018
  -  Médaillé d'argent du championnat panaméricain sur route espoirs
- 2019
  - 3e du championnat du Mexique sur route
- 2023
  - 3e de la Harlem Skyscraper Classic

### Classements mondiaux
| Année            | 2018 | 2019 | 2020 | 2021 |
| ---------------- | ---- | ---- | ---- | ---- |
| UCI America Tour | 47e  |      |      | 58e  |